# Uropterygius golanii
Uropterygius golanii és una espècie de peix de la família dels murènids i de l'ordre dels anguil·liformes.
Els adults poden assolir els 45,3 cm de longitud total. Es endèmic del nord del Mar Roig.